# Bangsalrejo
Bangsalrejo is een bestuurslaag in het regentschap Pati van de provincie Midden-Java, Indonesië. Bangsalrejo telt 2082 inwoners (volkstelling 2010).